# Barra de información
Un infobar es un widget usado por el Internet Explorer, Mozilla Firefox y otros programas para mostrar información al usuario. Un infobar está considerado ventajoso, ya que no interrumpe las actividades del usuario, sino que permite al usuario leer información extra sobre su propio tiempo.